# Liste der Baudenkmäler in Gleuel
Die Liste der Baudenkmäler in Gleuel enthält die denkmalgeschützten Bauwerke auf dem Gebiet von Hürth-Gleuel in Nordrhein-Westfalen (Stand: März 2018). Diese Baudenkmäler sind in der Denkmalliste der Stadt Hürth eingetragen; Grundlage für die Aufnahme ist das Denkmalschutzgesetz Nordrhein-Westfalen (DSchG NRW).

## Baudenkmäler
Die Liste der Baudenkmäler enthält Sakralbauten, Wohn- und Fachwerkhäuser, historische Gutshöfe und Adelsbauten, Industrieanlagen, Wegekreuze und andere Kleindenkmäler sowie Grabmale und Grabstätten, die eine besondere Bedeutung für die Geschichte Hürths haben.
Hinweis: Die Reihenfolge der Denkmäler in dieser Liste entspricht der offiziellen Liste und ist nach laufender Nummer, Name (Bezeichnung), Stadtteil und Adresse (Straße) sortierbar.
| Bild                                                                         | Bezeichnung                                                                  | Lage                                                           | Beschreibung | Bauzeit         | Eingetragen seit | Denkmal- nummer |
| ---------------------------------------------------------------------------- | ---------------------------------------------------------------------------- | -------------------------------------------------------------- | --- | --------------- | ---------------- | --------------- |
| Torbau                                                                       | Torbau                                                                       | Bachemer Straße 16 Karte                                       | Das Tor zum Fronhof, dem ältesten Hof des Ortes, stammt vermutlich aus dem 17. Jh. | 17. Jahrhundert |                  | 3               |
| Corrensmühle                                                                 | Corrensmühle                                                                 | Ernst-Reuter-Straße 109                                        | Erstmals 1773 erwähnt, Stilllegung 1954. Dank aufwendiger Renovierung durch den jetzigen Besitzer ist die früher auch Keips- oder Mittlere Mühle genannte Anlage die einzige einigermaßen gut erhaltene in Hürth, ihr fehlt nur das Mühlrad. |                 |                  | 12              |
| weitere Bilder                                                               | Kath. Pfarrkirche St. Dionysius                                              | Bachemer Straße 13 Karte                                       | Die nach Plänen des Regierungsbaumeisters Julius Busch aus Neuss erbaute dreischiffige neugotische Kirche wurde 1893 von Philipp Kardinal Krementz konsekriert. | 1893            |                  | 14              |
|                                                                              | Kreuzigungsgruppe aus der Kapelle Am Hummelsboor, St. Dionysius              | Bachemer Straße 13                                             | |                 |                  | 14a             |
| Pfarrbüro von St. Dionysius                                                  | Pfarrbüro von St. Dionysius                                                  | Bachemer Straße 24                                             | |                 |                  | 18              |
| weitere Bilder                                                               | Burg Gleuel, Kreuzwegstation Schutzengel, Catharina von Pulheim              | Ernst-Reuter-Straße/Bachemer Straße/Grippekovener Straße Karte | |                 |                  | 23              |
| Denkmal für Friedrich Ebert                                                  | Denkmal für Friedrich Ebert                                                  | Bachemer Straße/Friedenstraße                                  | Das 1928 von der Gleueler SPD errichtete Denkmal zur Erinnerung an den ersten Reichspräsidenten wurde 1933 von den Nationalsozialisten zerstört und 1951 von der Gemeinde Hürth in neuer Form wieder aufgebaut, Bildhauer Adalbert Hertel. | 1951            |                  | 30              |
| Gedenkkreuz                                                                  | Gedenkkreuz                                                                  | Friedenstraße/Auf dem Kramberg 18                              | |                 |                  | 31              |
| Gedenkstein für Bergleute                                                    | Gedenkstein für Bergleute                                                    | Schnellermaarstraße/Zieskovener Straße                         | Driftblock aus den Braunkohlegruben mit Widmung der Bergbaugewerkschaft IGBE |                 |                  | 32              |
| Wegekreuz                                                                    | Wegekreuz                                                                    | Hermülheimer Straße bei Nr. 76                                 | |                 |                  | 58              |
| Grabmale, Ehrenmal, Grabkreuz                                                | Grabmale, Ehrenmal, Grabkreuz                                                | Friedhof Friedenstraße                                         | |                 |                  | 66              |
| Doktorhaus                                                                   | Doktorhaus                                                                   | Schnellermaarstraße 27 Ecke Am Hofacker                        | Hier praktizierte der Erbauer, der Arzt Heinrich Naberschulte, bis 1965. Das zweistöckige Haus hat ein schiefergedecktes Walmdach. Der Eingang befindet sich, über eine Treppe erreichbar, im Mittelrisalit. Dieser und die Hausecken des verputzten Hauses sind in gelbem Werkstein ausgeführt, Tür- und Fensterfassung sowie der Giebel in rotem Sandstein. Unter dem Giebel dominieren drei mit Rundbögen abschließende Sprossenfenster. Über der Tür ist in einem Wappenrahmen der Äskulapstab angebracht. Auch die Seite zur Straße Am Hofacker hat einen Mittelrisalit, der mit einem Rundbogen abschließt. | 1920            |                  | 88              |
| Ursfelder Kreuz                                                              | Ursfelder Kreuz                                                              | Zieskovener Straße/Schnellermaarstraße                         | |                 |                  | 89              |
|                                                                              | Grabmal Krings, 6/3 (Friedhof Gleuel, Friedenstraße)                         | Friedenstraße                                                  | |                 |                  | 147             |
| Grabmal Schnitzler, 6/4 (Friedhof Gleuel, Friedenstraße)                     | Grabmal Schnitzler, 6/4 (Friedhof Gleuel, Friedenstraße)                     | Friedenstraße                                                  | Matthias Werner Schnitzler (1851–1927) gründete 1902/03 in Gleuel die ersten sozialdemokratischen Organisationen und wurde auch in den Gemeinderat gewählt. Daraufhin wurde er arbeitslos, als nicht Steuerzahler deshalb in Preußen ohne Wahlrecht aus dem Rat ausgeschlossen. Erst nach 1918 als SPD-Pionier geehrt. |                 |                  | 148             |
|                                                                              | Grabmal Geissler, 7/6 (Friedhof Gleuel, Friedenstraße)                       | Friedenstraße                                                  | |                 |                  | 149             |
| Grabmal Münch, 7/7 (Friedhof Gleuel, Friedenstraße)                          | Grabmal Münch, 7/7 (Friedhof Gleuel, Friedenstraße)                          | Friedenstraße                                                  | |                 |                  | 150             |
|                                                                              | Grabmal Viander, 5/13 (Friedhof Gleuel, Friedenstraße)                       | Friedenstraße                                                  | |                 |                  | 151             |
| Grabmal Füngeling, 6/14 (Friedhof Gleuel, Friedenstraße)                     | Grabmal Füngeling, 6/14 (Friedhof Gleuel, Friedenstraße)                     | Friedenstraße                                                  | |                 |                  | 152             |
| Grabmal Schmitz, 5/15 (Friedhof Gleuel, Friedenstraße)                       | Grabmal Schmitz, 5/15 (Friedhof Gleuel, Friedenstraße)                       | Friedenstraße                                                  | |                 |                  | 153             |
| Grabmal Thelen, 5/16 (Friedhof Gleuel, Friedenstraße)                        | Grabmal Thelen, 5/16 (Friedhof Gleuel, Friedenstraße)                        | Friedenstraße                                                  | |                 |                  | 154             |
| Ehrenmal und Ehrenanlage für Kriegsgefallene, Friedhof Gleuel, Friedenstraße | Ehrenmal und Ehrenanlage für Kriegsgefallene, Friedhof Gleuel, Friedenstraße | Friedenstraße                                                  | |                 |                  | 155             |
| Ehrenmal für russische Kriegsgefangene, Friedhof Gleuel, Friedenstraße       | Ehrenmal für russische Kriegsgefangene, Friedhof Gleuel, Friedenstraße       | Friedenstraße                                                  | |                 |                  | 156             |
|                                                                              | Grabmal Pauli (Friedhof Gleuel, Am Hummelsboor)                              | Am Hummelsboor                                                 | |                 |                  | 179             |
|                                                                              | Grabmal Esser (Friedhof Gleuel, Am Hummelsboor)                              | Am Hummelsboor                                                 | Jakob Eßer (SPD) war Bürgermeister der Großgemeinde Hürth von 1948 bis 1956, als er aus Gesundheitsgründen zurücktrat. Schon vor 1933 gehörte er dem Gemeinderat an. |                 |                  | 180             |